# Primula boreiocalliantha
Primula boreiocalliantha är en viveväxtart som beskrevs av Isaac Bayley Balfour och Forrest. Primula boreiocalliantha ingår i släktet vivor, och familjen viveväxter. Inga underarter finns listade i Catalogue of Life.